# کن آدام
کن آدام (انگلیسی: Ken Adam؛ ۵ فوریهٔ ۱۹۲۱ – ۱۰ مارس ۲۰۱۶) یک طراح صحنه اهل بریتانیا بود. وی بین سال‌های ۱۹۴۰ تا ۲۰۰۴ میلادی فعالیت می‌کرد.
وی همچنین برنده جوایزی همچون جایزه اسکار بهترین طراحی صحنه، و جایزه اسکار بهترین طراحی صحنه، شده است.

## بخشی از فیلمشناسی
- دکتر استرنجلاو
- پرونده ایپکرس
- پنجه طلایی
- گلوله آتشین
- شما فقط دو بار زندگی می‌کنید
- کارآگاه
- بری لیندون
- جاسوسی که دوستم داشت
- جنون شاه جرج
- دور دنیا در هشتاد روز
- جاسوسی که دوستم داشت